# Эраби, Юсеф
Юсеф Эраби (швед. Jusef Erabi; род. 8 июня 2003, Стокгольм) — шведский футболист, нападающий клуба «Хаммарбю».

## Клубная карьера
Является воспитанником «Хаммарбю», с которым прошёл путь от детских и юношеских команд до взрослой. В сезоне 2019 года выступал за футбольную академию Стокгольма в различных юношеских соревнованиях, после чего вернулся обратно. В сезоне 2020 года выступал за фарм-клуб «Фрей». В его составе дебютировал в первом шведском дивизионе 28 октября в игре с «Ефле». Эраби вышел в стартовом составе и был заменён на Байере Луэ. В общей сложности провёл за клуб 7 игр, в которых забил два мяча.
Сезон 2021 года начал выступлением за другой фарм-клуб — «Хаммарбю Таланг». Первую игру за него провёл 5 апреля против «Умео», заработав на 32-й минуте встречи жёлтую карточку. В том же году стал привлекаться к тренировкам с основной командой и попадать в заявки на игры. Впервые в футболке «Хаммарбю» вышел на поле 22 июля в матче второго квалификационного раунда лиги конференций со словенским «Марибором», заменив в компенсированное ко второму тайму время матча Астрита Сельмани, оформившего хет-трик. 15 августа Эраби дебютировал в чемпионате Швеции. В игре очередного тура с «Эльфсборгом» он появился на поле в середине второго тайма.

## Клубная статистика
| Выступление       | Выступление      | Выступление      | Лига | Лига | Кубки | Кубки | Конт. кубки | Конт. кубки | Итого | Итого |
| Клуб              | Лига             | Сезон            | Игры | Голы | Игры  | Голы  | Игры        | Голы        | Игры  | Голы  |
| ----------------- | ---------------- | ---------------- | ---- | ---- | ----- | ----- | ----------- | ----------- | ----- | ----- |
| Хаммарбю          | Аллсвенскан      | 2020             | 0    | 0    | 0     | 0     | 0           | 0           | 0     | 0     |
| Хаммарбю          | Аллсвенскан      | 2021             | 1    | 0    | 0     | 0     | 2           | 0           | 3     | 0     |
| Хаммарбю          | Итого            | Итого            | 1    | 0    | 0     | 0     | 2           | 0           | 3     | 0     |
| → Фрей            | Дивизион 1       | 2020             | 7    | 2    | 0     | 0     | 0           | 0           | 7     | 2     |
| → Фрей            | Итого            | Итого            | 7    | 2    | 0     | 0     | 0           | 0           | 7     | 2     |
| → Хаммарбю Таланг | Дивизион 1       | 2021             | 11   | 2    | 0     | 0     | 0           | 0           | 11    | 2     |
| → Хаммарбю Таланг | Итого            | Итого            | 11   | 2    | 0     | 0     | 0           | 0           | 11    | 2     |
| Всего за карьеру  | Всего за карьеру | Всего за карьеру | 19   | 4    | 0     | 0     | 2           | 0           | 21    | 4     |